# كنارمالك (مقاطعة فراشبند)
كنارمالك (بالفارسية: کنارمالک) هي قرية تقع في قسم آويز الريفي في إيران. يقدر عدد سكانها بـ 993 نسمة بحسب إحصاء 2016.